# Богородица Панаксиотиса
Църквата „Богородица Панаксиотиса“ (на гръцки: Παναγία Παναξιώτισσα) е католикон на изчезнал православен манастир, датиран от втората половина на X век. Разположена е край Гавролимни, Гърция.
Според някои източници „Панаксиотиса“ вероятно значи семантично „тази, която заслужава всичко“ или е форма на името на топонима, където се намира Панакци. Църквата, около която възниква и средновековният манастир, е издигната върху руините на раннохристиянска базилика.
Църквата е типичен пример за т.нар. кръстокуполна църква. В източната част на храма има три полукръгли арки, а в западната – нартекс, от всяка страна на който има входове, водещи към вътрешното пространство. Кръстът ясно се вижда на покрива, а центърът му е забит в изящния и впечатляващ тухлен купол. Отвътре храмът е покрит с арки. Храмът е изграден от варовик, хоросан и тухли. От това, което може да се види в оригиналния му вид, вътрешността на храма е била украсена със сложна иконография, от която днес е оцеляла само една оригинална фреска от времето на построяването му.